# Elacatis sticticopterus
Elacatis sticticopterus es una especie de coleóptero de la familia Salpingidae.

## Distribución geográfica
Habita en México.